# 能登氏
能登氏（のとし）は、「能登」を氏の名とする氏族。
古代日本の能登国（現・石川県）の豪族。姓は臣。

## 概要
能登氏は越前国能登郡（のちに能登国鹿島郡）を本拠地とした氏族である。
出自に関して、『古事記』では、崇神天皇の皇子・大入杵命の後裔氏族される。また『先代旧事本紀』「国造本紀」では「能等国造」の出自について、垂仁天皇の皇子・大入来命の孫の彦狭嶋命が国造に定められたと記している。ともにオオイリキノミコト（大入杵命・大入来命）を祖名としていることから、「能等国造」が能登臣であった可能性は高いものの、両所伝でオオイリキの系譜が異なっている。また、彦狭嶋命の系譜も『日本書紀』と異なっており（『日本書紀』は崇神天皇の皇子である豊城入彦命の孫とする）、国造本紀の系譜は能等国造が独自に伝えていたものとも考えられる。
さらに、同じく「国造本紀」によれば、仁徳天皇の時代に能登国造と同祖である素都乃奈美留命（そつのなみるのみこと）が加宜国造に定められたとされる。素都乃奈美留命は同本紀の高志深江国造条では道君とも同祖とされているが、道君は大彦命の末裔とされているため、ここでも系譜の齟齬が生じている。
『日本書紀』巻第26によると、斉明天皇6年（660年）3月に、能登馬身龍が阿倍比羅夫の蝦夷征討に従軍し、粛慎との戦いにおいて戦死している。このとき、阿倍比羅夫は越国守であり、日本海を北上して進軍したと想定されることから、遠征軍の主体は能登臣ら北陸地方の豪族であったと考えられる。
また、『万葉集』には羽咋郡擬主帳であった能登乙美の歌が収められている。能登臣の本拠地である能登郡が能登半島の内浦であるのに対し、羽咋郡は能登半島の外浦に位置し、かつ律令制以前は羽咋国造の勢力圏であったと考えられているため、奈良時代には能登臣の勢力が能登半島全体にまで及んでいた可能性がある。
馬身龍以外にも、中央官庁に出仕した能登臣の活動は、「正倉院文書」から確認できる。『親信卿記』によれば、平安時代には、左衛門府生・能登公蔭という下級官人が確認できるが、同時期には能登連という氏族も出仕していたらしく（『除目大成抄』）、公蔭らが能登臣の系統であったかは不明である。

## 神社
- 石川県羽咋郡志賀町の瀬戸比古神社には、祖神とされる素都乃奈美留命が祀られている。
- 石川県鹿島郡中能登町能登部の能登部神社には、能登国造の祖・能登比古神と能登臣の祖・大入杵命が祀られている。また、同地の能登比咩神社には、能登比古神と大入杵命の妹神である能登比咩神・淳名城入比咩命が祀られている。伝承によれば、大己貴命が越国を平定した際に、女が濁酒と稗粥を献じたところ、大己貴命はこれを｢気多大社の苗裔たれ｣といい、乙女はこれに答えて｢われに兄神あり、ともに苗裔たらしめよ｣といった。乙女の名を能登比咩妙天神といい、郷民に機織の技を教えたと伝える。その後、崇神天皇の皇子・大入杵命が妹の淳名城入比咩命とともに当地に来て、国土を開拓したが、この地で没したため霊を当社に祀り、遺骸を鹿島町の親王塚に埋葬した。塚への道筋にある冠塚・太刀塚は祭神由縁の塚といわれている[3]。

## 墓
石川県七尾市には矢田古墳群が展開しており、能登臣との関係性が指摘されている。
また、中能登町にある親王塚古墳は能登国造の祖・大入杵命の墓として陵墓に指定されて宮内庁の管轄になっている。
須曽蝦夷穴古墳を能登馬身龍の墓とする説がある。